# Mario Lanza

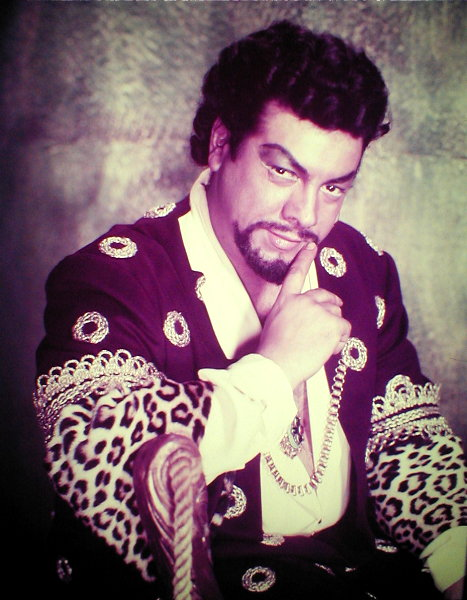
Mario Lanza, opgemaakt als Otello

Mario Lanza (Philadelphia, 31 januari 1921 – Rome, 7 oktober 1959) was een Amerikaans-Italiaanse operatenor en een Hollywoodfilmster die veel succes oogstte in de jaren vijftig van de twintigste eeuw.
Zijn stem was volgens velen minstens van het niveau van de beroemde tenor Enrico Caruso, die hij speelde in de film "The Great Caruso" uit 1951. Lanza kon zingen in alle muziekgenres. Hoewel zijn stijl ("emotioneel") niet alom werd gewaardeerd door de critici, was hij immens populair bij het grote publiek.

## Operacarrière
Geboren als Alfredo Arnold Cocozza in Philadelphia, kwam hij al jong in aanraking met de opera. Toen hij 16 jaar was, bleek al overduidelijk zijn zangtalent. Hij begon in een plaatselijke operaproductie, maar later kwam hij onder de hoede van dirigent Serge Koussevitzky, die ervoor zorgde dat hij een volledige studiebeurs kreeg bij het Berkshire Music Festival in Tanglewood, Massachusetts. Later zou Koussevitzky tegen hem zeggen: "Zo'n stem als jij hebt, komt maar eens in de honderd jaar voor."
Toen hij 21 was, beleefde hij zijn operadebuut, op 7 augustus 1942 in Tanglewood. Hij vertolkte de rol van Fenton in Otto Nicolai's opera The Merry Wives of Windsor, na een instudeerperiode van slechts zes weken onder leiding van de dirigenten Boris Goldovsky en Leonard Bernstein. In die tijd nam Cocozza ook zijn artiestennaam aan, die hij ontleende aan de geboortenaam van zijn moeder, Maria Lanza.
Zijn carrière werd onderbroken door de Tweede Wereldoorlog, toen hij diende in het United States Army Air Corps. Hij trad nog wel op in speciale shows tijdens de oorlog, met name On the Beam en Winged Victory.
Hij hervatte zijn zangcarrière in oktober 1945 bij het CBS-radioprogramma Great Moments in Music, alwaar hij zes keer optrad met een gevarieerde selectie uit diverse opera's. Daarna ging hij 15 maanden studeren bij Enrico Rosati. Van juli 1947 tot mei 1948 ging hij, samen met de bariton George London en de lyrische sopraan Frances Yeend, op een concerttournee door de Verenigde Staten, Canada en Mexico. Ze verzorgden in die periode in totaal 86 concerten. Door een concert in de Hollywood Bowl kwam Lanza onder de aandacht van Louis B. Mayer van MGM, die hem een filmcontract voor zeven jaar bij MGM aanbood. Dit bleek een keerpunt in de carrière van de jonge zanger te worden.

## Filmcarrière

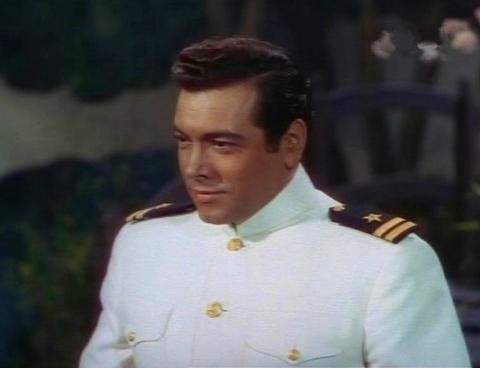
Mario Lanza als promotor voor Madama Butterfly

Zijn eerste films, That Midnight Kiss (1949) en The Toast of New Orleans (1950), beide MGM-musicals in kleur, beide met Kathryn Grayson als tegenspeelster (en beide met dezelfde producent en regisseur), waren meteen een success.
Door zijn contract met MGM verbleef hij zes maanden in de studio's, en aanvankelijk was dit nog wel te combineren met zijn operacarrière. In 1948 nam hij twee keer de rol van Pinkerton uit Madame Butterfly op zich voor de New Orleans Opera Association. Ook ging hij nog door met het geven van soloconcerten, terwijl hij nog samen met George London en Frances Yeend het Bel Canto Trio vormde. In mei 1949 maakte hij zijn eerste commerciële opname voor RCA Victor. Lanza's roem nam enorm toe.
In 1951 vertolkte Lanza Enrico Caruso in The Great Caruso, en dit bleek een verbluffend succes. Terzelfder tijd stelde Lanza's populariteit hem bloot aan felle kritiek van muziekrecensenten, onder wie dezelfden die jaren tevoren zijn werk hadden geprezen. De studio dwong hem Because You're Mine (1952) te maken hoewel Lanza het script onvoldoende vond; hij kon daar niet onderuit en pestte tijdens de opnames iedereen waar dat maar kon (zijn tegenspeelster gaf daarna haar filmcarrière op). In 1952 kreeg Lanza, nadat hij de songs voor The Student Prince had opgenomen, ontslag bij MGM. De reden was onenigheid over een van de opgenomen liedjes, de studio eiste dat het opnieuw werd opgenomen; Lanza vond dat hij misschien niet veel wist van acteren, maar dat de studio niet veel wist van zijn muziek. Daarop werd de film opgenomen met de acteur Edmund Purdom, die Lanza's zang playbackte. Lanza kwam in deze periode aan de rand van het bankroet, doordat zijn voormalige manager slechte beleggingsbeslissingen had genomen. Met een belastingschuld van ongeveer $250.000 onttrok Lanza zich een tijdlang aan de publieke aandacht.
In 1956 hervatte hij met Serenade zijn filmcarrière, maar deze had ondanks de sterke muzikale inhoud minder succes dan zijn vorige films. Lanza vertrok in mei 1957 naar Rome, waar hij aan the film Seven Hills of Rome werkte, en zich weer richtte op de concertpraktijk in een reeks uitvoeringen in Engeland, Ierland en heel Europa. Hij oogstte veel bijval. Aan het begin van 1958 deed hij auditie bij de Scala van Milaan en hij kreeg onmiddellijk een contract aangeboden om minimaal twee jaar in het theater te zingen. De eerste opera waarvan sprake was, was Puccini's Tosca. Later dat jaar kwam Lanza ook overeen dat hij het seizoen 1960/61 van de Opera van Rome zou inluiden als Canio in I Pagliacci. 
Maar toen begon zijn gezondheid achteruit te gaan. Gedurende zijn hele carrière worstelde hij met zijn gewicht. Veel operazangers zijn zwaar, maar acteurs horen slank te zijn. Hij nam vaak het zanggedeelte op terwijl hij zwaar was, en ging dan afvallen vóórdat de filmopnames begonnen. Dit ge-jojo was niet goed voor zijn gezondheid; de tenor ging aan een aantal kwalen lijden, waaronder flebitis en acute hoge bloeddruk. In april 1959 kreeg Lanza een kleine hartaanval, in augustus van hetzelfde jaar dubbele longontsteking. In oktober stierf hij in Rome, 38 jaar oud, aan longembolie. Zijn echtgenote overleefde hem niet lang.

## Overzicht
In Lanza's korte carrière had hij zich beziggehouden met opera, radio, concerten, opnamen en films. Hij was de eerste RCA Victor Red Seal-artiest die een gouden schijf ontving. Ook was hij de eerste artiest van wie twee en een half miljoen platen werden verkocht. 
Hij heeft grote invloed gehad en heeft opeenvolgende generaties operazangers geïnspireerd in hun carrière; onder hen Plácido Domingo, Luciano Pavarotti, Leo Nucci en José Carreras. Ook was hij een voorbeeld voor zangers met een ogenschijnlijk andere achtergrond, die ook heel andere invloed hadden ondergaan; het meest sprekende voorbeeld hiervan was wel Elvis Presley, die net als hij voor het RCA Victor-label uitkwam. 
De sopraan Maria Callas zei later: "Wat me het meeste spijt, is dat ik geen gelegenheid heb gehad om samen te zingen met de grootste tenor die ik ooit heb gehoord."
In 1994 bracht de tenor José Carreras een hommage aan Lanza in een wereldomspannende concerttournee, en zei: "Dat ik operazanger ben, is te danken aan Mario Lanza."

## Filmografie
- That Midnight Kiss, 1949
- The Toast of New Orleans, 1950
- The Great Caruso, 1951
- Because You're Mine, 1952
- The Student Prince, 1954 - alleen de stem
- Serenade, 1956
- Seven Hills of Rome, 1958
- For the First Time, 1959
- Mario Lanza - The Best of Everything, documentaire van Alan Byron, 2017

## Discografie
- Christmas With Mario Lanza (RCA) 1987
- Mario Lanza The Legendary Tenor RCA 1987
- The Great Caruso RCA 1989
- Mario Lanza Sings Songs from The Student Prince and The Desert Song RCA 1989
- The Mario Lanza Collection RCA 1991
- Mario! Lanza At His Best RCA 1995
- Mario Lanza: Opera Arias and Duets RCA 1999
- Mario Lanza Live at Hollywood Bowl: Historical Recordings (1947 & 1951) (Gala) 2000
- Serenade/A Cavalcade of Show Tunes RCA 2004